# Bačica
Bačica je umjetno akumulacijsko jezero u Hrvatskoj. Nalazi se u Brodsko-posavskoj županiji, u blizini Giletinaca, naselja u sastavu općine Cernik. Površina iznosi 20,2 hektara, zapremina jezera je 1 280 000 m³.